# Lanchester 6x4 Armoured Car
Der Lanchester-6×4 Armoured Car, war ein für das britische Heer im Jahre 1928 gebauter Panzerwagen der Lanchester Motor Company aus Birmingham.

## Geschichte
Insgesamt neununddreißig Fahrzeuge der Serie wurden ursprünglich hergestellt. Eine spätere Version hatte einen höheren Geschützturm und eine bessere Bewaffnung. Der Radpanzer besaß sehr gute Geländeeigenschaften. Hervorstechend waren seine drei Achsen, von denen zwei direkt angetrieben wurden. Er hatte eine gewisse Ähnlichkeit mit dem schon 1914 entwickelten Rolls-Royce-Panzerwagen. 
Eine Besonderheit des Lanchester war ein rückwärtig angebrachtes Lenkrad, mit dem das gepanzerte Fahrzeug beim Rückwärtsfahren gesteuert werden konnte. Es gab Weiterentwicklungen des Fahrzeugs, welche mit den Zusätzen Lanchester Armoured Car IA, II und IIA benannt wurden.
Das Fahrzeug kam unter anderem bei den 11th Hussars (Prince Albert’s Own) und den 12th Royal Lancers (Prince of Wales’s) zum Einsatz.
Bei der Wehrmacht wurde der Lanchester offiziell verzeichnet und als Fremdgerät mit der Kenn-Nummer 201 (e) dokumentiert. Eine Übersicht dazu findet sich in der Liste von Panzerspähwagen gemäß den Kennblättern fremden Geräts D 50/12.